# موکدر، کانوی
موکدر (به انگلیسی: Mochdre) یک منطقهٔ مسکونی در بریتانیا است که در شهرستان مستقل کانوی واقع شده‌است. موکدر ۱٬۹۲۳ نفر جمعیت دارد.